# Irving Heller
Irving Heller (* 18. November 1921 in Providence/Rhode Island; † 7. September 2012 in Victoria/British Columbia) war ein US-amerikanisch-kanadischer Pianist und Musikpädagoge.

## Leben
Heller studierte von 1940 bis 1943 an der Juilliard School Klavier bei Carl Friedberg und Komposition bei Vittorio Giannini und erhielt dort 1942 den Harry Rosenberg Memorial Prize. Er setzte seine Ausbildung in New York und Kalifornien bei Eduard Steuermann fort. 1948/49 nahm er in Paris Klavierunterricht bei Yves Nat an der École normale de musique und Kompositionsunterricht bei Nadia Boulanger am Pariser Konservatorium.
1956 kehrte Heller nach New York zurück, und 1960 zog er nach Montreal, wo er bis 1978 Klavier am Konservatorium unterrichtete. Außerdem unterrichtete er u. a. am Orford Arts Centre, an der McGill University, der University of Montreal und der University of Ottawa. Zu seinen Schülern zählten Yves Daoust, Louis-Philippe Pelletier, Richard Gresko, Claude Savard und Claude Vivier. Ab 1968 war er gemeinsam mit Monique Marcil künstlerischer Leiter der Montreal International Music Competition. Als Juror wirkte er an internationalen Klavierwettbewerben teil, u. a. am Tschaikowski-Wettbewerb (1971 und 1974) und am Internationalen Chopin-Wettbewerb (1980). Noch bis in die 1990er Jahre gab er als Pianist Konzerte in Kanada, den USA und Europa. Heller war mit der Musikkritikerin Zelda Heller verheiratet.